# Артиллеристам Авроры
Памятник «Артиллеристам Авроры» построен по проекту архитектора архитектора мастерской № 9 Ленпроекта А. Д. Левенкова, автора мемориального комплекса «Цветок жизни», памятников на «Дороге Жизни» — «Балтийские крылья», «Катюша» в 1988 году, в память о артиллеристах батареи спецназначения «Аврора», оборонявших Ленинград в годы Великой Отечественной войны. Памятник — последний из четырёх, возведённых в середине-конце 1980-х годов в память о моряках-авроровцах. Находится в районе последних позиций 15-километрового фронта батареи «Аврора» — 8-го и 9-го орудий, которые располагались неподалёку от несохранившейся ныне деревни Пеляля.
Строительные работы велись по ходатайству совета музея крейсера революции «Аврора» и районного отделения общества охраны памятников истории культуры на основании решения Гатчинского райисполкома в 1988 году.
В строительных работах участвовали коллективные члены общества охраны памятников: совхоз «Верево», Пригородная ПМК-8, Госплемзавод «Лесное» и военнослужащие. Памятник находится под покровительством и надзором членов ВООПИиК: Госплемзавода «Лесное», совхоза «Верево» и Лесновской школы.
В 1990-х годах при межевании земель Петербурга и Ленинградской области памятник стал фактически бесхозным. По состоянию на август 2015 года памятник не являлся объектом культурного наследия, был расположен вне зоны охраны объектов культурного наследия, находился в границах земельного участка, принадлежащего на праве частной собственности ООО «Лесные Просторы», (дочерней фирмы оффшорной организации «СТАРТ Девелопмент» которая являлась одним из девелоперов строительства города — спутника «Южный»). В действующем Генеральном плане Санкт-Петербурга территория под памятником отнесена к зоне дорожной уличной сети. В связи с этим проходили неоднократные митинги в защиту памятника сторонниками общественной организации «Гражданин Пушкин», известно об обращениях в прокуратуру.
К 9 мая 2016 года компания «СТАРТ Девелопмент» при согласовании с Администрацией Пушкинского района провела работы по реставрации памятника. Памятник окрасили, обновили текст на мемориальной плите, отремонтировали ограждение. Благоустроили прилегающую территорию, выложив её, и основание памятника каменной брусчаткой. До этого памятник находился на простом земляном возвышении, на середине заасфальтированной площадки. Восстановительные работы проведены впервые с момента открытия памятника, работы проводились под патронажем вице-губернатора Санкт-Петербурга Игоря Албина.
Утверждается, что в течение месяца после проведения реставрации участок под памятником должен был быть передан на баланс государства. По словам Генерального директора «СТАРТ Девелопмент» Сергей Хромова, в мае 2016 года «СТАРТ Девелопмент» уже завершила процедуру передачи государству участка под памятником. По его словам:

…Правильно, что монумент будет поставлен на учёт и получит государственного балансодержателя. Памятник был установлен почти 30 лет назад и за это время ни разу не реставрировался. Наша компания возвращает его в обновлённом виде, это наша ответственность как девелопера и долг перед защитниками Ленинграда.

## Описание памятника

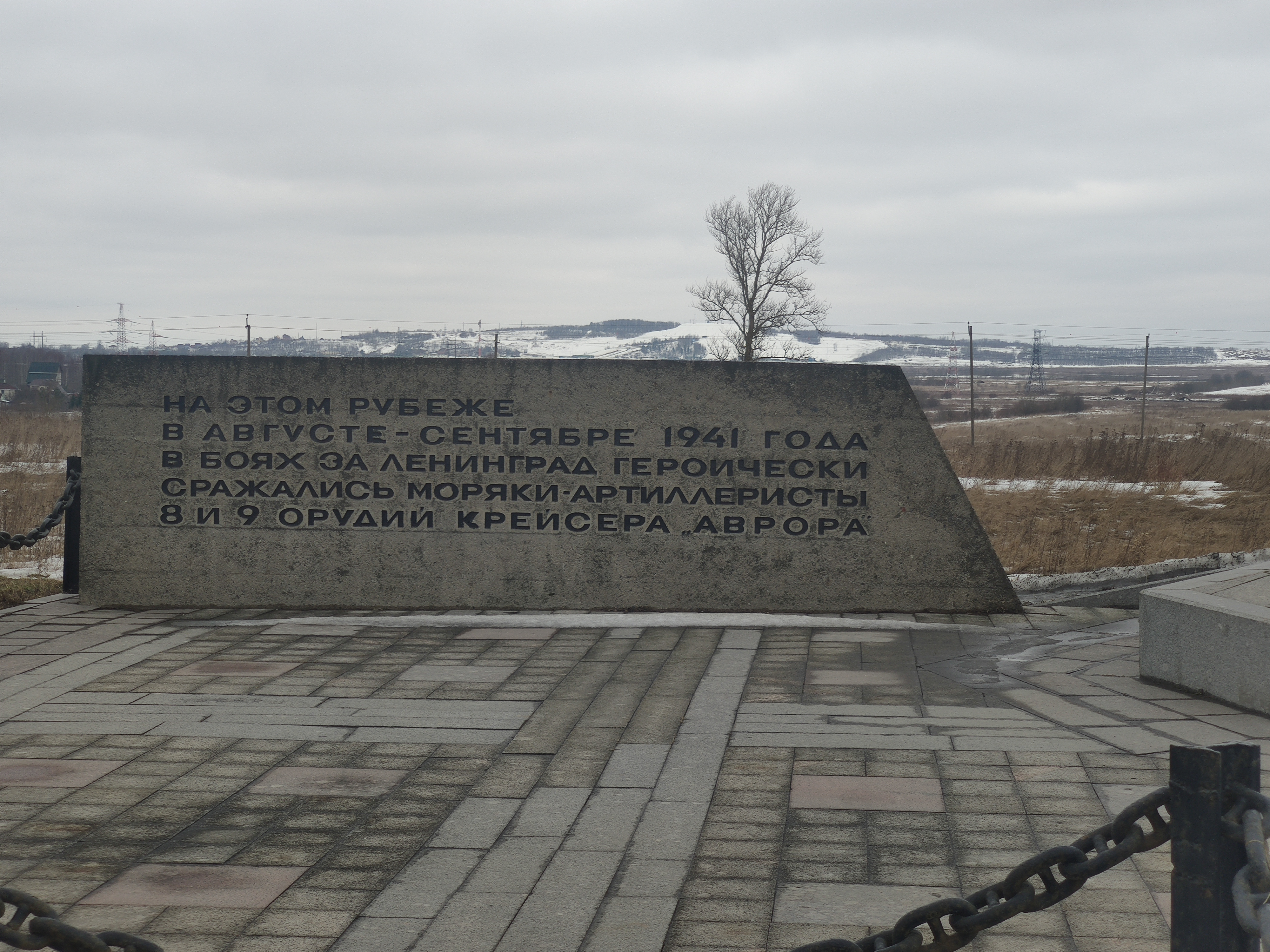

Памятник находится на Киевском шоссе, на возвышении перед полем. Состоит их девяти окрашенных стальных труб, собранных у основания в пакет, к концу разносящихся в стороны и вверх под небольшим углом, символизирующих 9 стволов орудий батареи «Аврора». Трубы нижним концом уходят в монолитное коническое бетонное основание с парапетом по кругу, отделанное гранитными плитами. К памятнику ведут каменные ступени, по кругу натянуты цепи на столбах. Непосредственно рядом с памятником поставлена на ребро большая мемориальная бетонная плита с надписью:

На этом рубеже в августе — сентябре 1941 года в боях за Ленинград героически сражались моряки-артиллеристы 8 и 9 орудий крейсера «Аврора».